# تحذيرات وقائية من المواد الخطرة
تحذيرات وقائية من المواد الخطرة (بالإنجليزية: S-phrases or Safety phrases )‏: يعرف في الملحق الرابع من ميثاق الاتحاد الأوروبي (Directive 67/548/EEC): بأنها توصيات السلامة المتعلقة بمخاطر المواد الخطرة وتحضيراتها. وقد تم دمج القائمة وأعيد نشرها في الميثاق الأوربي (Directive 2001/59/EC).
هذا التوصيف يستخدم بشكل عالمي، في أوربا وفي خارجها، وهناك مسعى متطور لمواءمة هذا التوصيف عالمياً.
ملاحظة: إن نقص أي رقم توصية يشير إلى أنه حذف أو استبدل بغيره.
- S1: يحفظ مغلقاً
- S2: يحفظ بعيداً عن متناول الأطفال.
- S3: يحفظ في مكان بارد.
- S4: يحفظ بعيدا عن التجمعات السكنية.
- S5: تحفظ المحتويات في..... (سائل مناسب يحدده مصنع المادة).
- S6: تحفظ المحتويات ضمن.... (غاز نبيل يحدده مصنع المادة)
- S7: يحفظ الوعاء مغلقاً بإحكام.
- S8: يحفظ الوعاء جافاً.
- S9: يحفظ الوعاء في مكان جيد التهوية.
- S12: لا تحفظ الوعاء مغلقاً.
- S13: يحفظ بعيدا عن المواد الغذائية، والمشروبات، وعلف الماشية.
- S14: يحفظ بعيداً عن.... (مواد محددة من قبل مصنع المادة).
- S15: يحفظ بعيداً عن الحرارة.
- S16: يحفظ بعيداً عن مصادر الإشعال – ممنوع التدخين.
- S17: يحفظ بعيداً عن المواد القابلة للاحتراق.
- S18: يعامل ويفتح بعناية.
- S20: لا تأكل ولا تشرب عند استخدام هذه المادة.
- S21: لا تدخن عند الاستعمال
- S22: لا تستنشق غبار المادة.
- S23: لا تستنشق غاز/دخان/بخار/رذاذ المادة. (تحدد الكلمة المناسبة من قبل مصنع المادة).
- S24: تجنب التلامس مع الجلد.
- S25: تجنب التلامس مع العيون.
- S26: في حال التلامس مع العيون، إغسل العين بالماء الغزير، ثم التمس استشارة طبية.
- S27: اخلع عنك مباشرة كل الملابس الملوثة.
- S28: في حال التلامس مع الجلد، يغسل حالاً بوفرة باستخدام.... (يحدده مصنع المادة).
- S29: لا تفرغ المحتوى مع مياه الصرف الصحي.
- S30: لا تضيف الماء أبداً لهذه المادة.
- S33: خذ تدابير احتياطية ضد الشحنات الساكنة.
- S35: يجب التخلص من هذه المادة ووعائها بطريقة آمنة.
- S36: ارتدِ الملابس الوقاية اللازمة.
- S37: ارتدِ القفازات المناسبة.
- S38: يجب ارتداء معدات تنفسية مناسبة في حالة التهوية غير الكافية.
- S39: ارتدِ واقٍ للوجه والعيون.
- S40: لتنظيف الأرضية والأشياء الملوثة بهذه المادة استخدم.... (يحدده مصنع المادة).
- S41: لا تتنفس دخان المادة في حال الاحتراق أو الانفجار.
- S42: ارتدِ معدات تنفسية مناسبة خلال التبخير والترذيذ. (يحدد وصف مناسب من قبل مصنع المادة).
- S43: في حالة الحريق استخدم.... (يحدد هنا جهاز مكافحة الحريق المناسب. لا تستخدم الماء وإذا كان يزيد من الخطر).
- S45: في حالة حادث ما، أو شعور بالتوعك، التمس استشارة طبية حالاً (انظر إلى الملصقات إذا أمكن).
- S46: إذا ابتُلع، التمس استشارة طبية حالاً، وأظهر هذا الوعاء أو الملصق.
- S47: يحفظ في درجة حرارة لا تتجاوز.....° م (يحددها مصنع المادة).
- S48: يحفظ رطباً باستخدام.... (تحدد المادة المناسبة من قبل مصنع المادة).
- S49: يحفظ في وعائه الأصلي فقط.
- S50: لا تمزجه مع.... (يحدد من قبل مصنع المادة).
- S51: يستخدم في الأماكن المهواة جيداً فقط.
- S52: غير منصوح به للاستخدام الداخلي على مساحات كبيرة.
- S53: تجنب التعرض – احصل على معلومات مفصلة قبل الاستخدام.
- S56: ضع هذه المادة ووعائها في مجمع قمامة خاص بالمواد الخاصة أو الخطرة.
- S57: استخدم احتواء مناسب لتجنب التلوث البيئي.
- S59: ارجع للمصنع أو المزود لهذه المادة من أجل معلومات تتعلق بالاسترجاع وإعادة الاستعمال.
- S60: يجب التخلص من هذه المادة ووعائها بوضعها في قمامة المواد الخطرة.
- S61: تجنب تسريب المادة للبيئة. إرجع إلى صحيفة تعليمات السلامة.
- S62: لا تحرّض نفسك على التقيؤ إذا ابتلعت شي من المادة. التمس استشارة طبية حالاً، وأظهر الوعاء أو الملصق.
- S63: في حال حدوث استنشاق، أخرج للهواء الطلق وابق في استراحة.
- S64: اغسل الفم جيدا بالماء إذا ابتلعت شيء من المادة (فقط إذا كان الشخص بكامل وعيه).

## تحذيرات مركبة
- S1/2: يحفظ مغلقاً، وبعيداً عن متناول الأطفال.
- S3/7: يحفظ مغلقاً بإحكام في مكان بارد.
- S3/7/9: يحفظ مغلقاً بإحكام في مكان بارد ومهوى جيداً.
- S3/9/14: يحفظ في مكان بارد ومهوى جيداً، وبعيداً عن.....(يحدد مصنع المادة المواد غير المناسبة).
- S3/9/14/49: يحفظ في وعائه الأصلي في مكان بارد ومهوى جيداً، وبعيداً عن.....(يحدد مصنع المادة المواد غير المناسبة).
- S3/9/49: يحفظ في وعائه الأصلي في مكان بارد ومهوى جيداً.
- S3/14: يحفظ في مكان بارد، وبعيداً عن.....(يحدد مصنع المادة المواد غير المناسبة).
- S7/8: يحفظ مغلقاً بإحكام وجافاً.
- S7/9: يحفظ مغلقاً بإحكام وفي مكان مهوى جيداً.
- S7/47: يحفظ مغلقاً بإحكام، وفي درجة حرارة لا تتجاوز.....° م (يحددها مصنع المادة).
- S20/21: لا تأكل ولا تشرب ولا تدخن عند استخدام هذه المادة.
- S24/25: تجنب التماس مع الجلد والعيون.
- S27/28: بعد التماس مع الجلد، اخلع الملابس الملوثة مباشرة، واغسل بكمية وافرة من.... (يحدده مصنع المادة).
- S29/35: لا تُفرغ المحتوى مع مياه الصرف الصحي وتخلص من هذه المادة ووعائها بطريقة آمنة.
- S29/56: لا تُفرغ المحتوى مع مياه الصرف الصحي، ضع هذه المادة ووعائها في مجمع قمامة خاص بالمواد الخاصة أو الخطرة.
- S36/37: ارتدِ ملابس واقية وقفازات.
- S36/37/39: ارتدِ ملابس واقية مناسبة وقفازات، وواقي للعيون والوجه.
- S36/39: ارتدِ ملابس واقية مناسبة، وواقي للعيون والوجه.
- S37/39: ارتدِ قفازات مناسبة، وواقي للعيون والوجه.
- S47/49: يحفظ في وعائه الأصلي فقط، وعند درجة حرارة لا تتجاوز.....° م (يحددها مصنع المادة).

## اقرأ أيضاً
توصيف مخاطر المواد الكيميائية